# Cuiry-lès-Chaudardes
Cuiry-lès-Chaudardes é uma comuna francesa na região administrativa de Altos da França, no departamento de Aisne. Estende-se por uma área de 5,15 km². Em 2010 a comuna tinha 78 habitantes (densidade: 15,1 hab./km²).